# Casomorfina

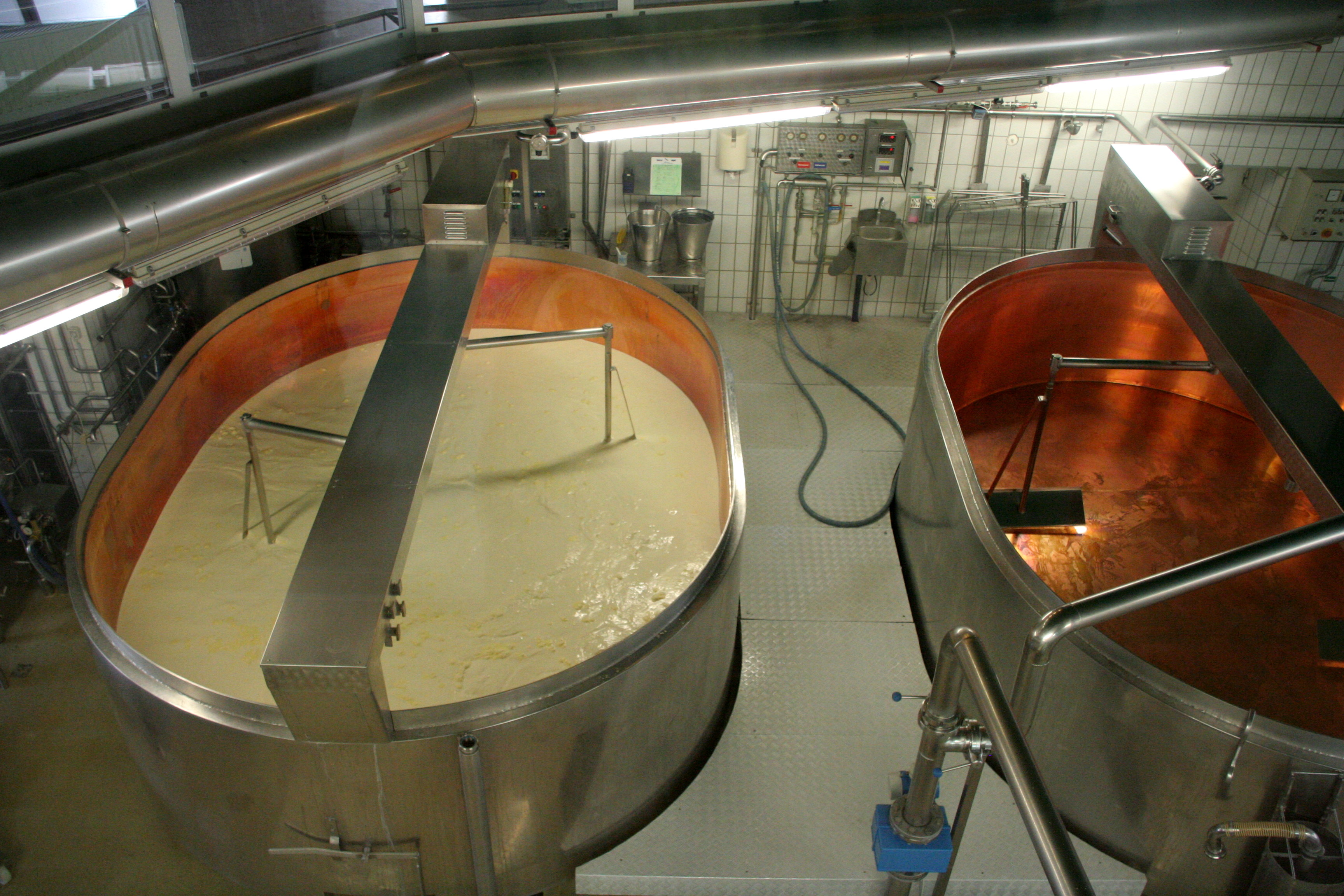
Produção de queijo

Casomorfina é um tipo particular de peptídeo. É um fragmento de uma proteína que pode ser obtido da caseína, que é uma proteína existente no leite.

## Saúde
Ao ser ingerida, a proteína do leite, caseína se quebra e produz o peptídeo casomorfina (morfina), um opióide que atua como liberador de histamina.
Nos EUA, uma dieta sem glúten e sem caseína (leite e derivados) são recomendadas em conferências para pais de crianças que têm autismo; em livros, sites e grupos de discussão há relatos que descrevem os benefícios dessa dieta contra o autismo, especialmente no desenvolvimento da interação social e habilidades verbais desses pacientes.
No entanto, esses estudos podem ainda não ser definitivos, por apresentarem algumas dúvidas. Os experimentos foram realizados usando exames específicos, mas esses peptídeos não puderam ser detectados nas amostras de urina dessas crianças.